# Naie
Naie (japanska: 奈井江町?, Naie-chō) är en landskommun (köping) i Hokkaido prefektur i Japan. 